# Унучки
У́нучки — село в Україні, у Новобілоуській сільській громаді Чернігівського району Чернігівської області. Населення становить 101 осіб. До 2020 орган місцевого самоврядування — Довжицька сільська рада.

## Історія
Засновник села походив з роду Посудєвських, який виділився в окремий рід Унучки (Дем'ян Кіндратович, онук Конона Посудевського). Засновано село на історичному Мишуковському ґрунті. За універсалом Богдана Хмельницького 1655 р. підтверджено права на «добра власні ойчисті» любечському сотнику Саві Унучко, Артему Красковському та іншим шляхтичам, що служать у Запорізькому війську. На початку 18 ст. — 28 дворів. У 1782 р.-39 хат. Маєтність Стороженка.
Теклиці- сіверська назва річки, що розливалися по лугах. Віднайдено скарб- 523 срібні європейські монети 18 ст. Нині проживає 68 жителів.
Урочища — Сіянські гори, Дягілки, джерело Текліца. За даними на 1859 рік у власницькому селі Унучки (Внучки) Чернігівського повіту Чернігівської губернії мешкало 345 осіб (161 чоловічої статі та 170 — жіночої), налічувалось 41 дворове господарство.
За переписом 1897 року кількість мешканців зросла до 485 осіб (248 чоловічої статі та 237 — жіночої), з яких 479 — православної віри.
У 1924 р.- 42 двори і 580 жителів.
12 червня 2020 року, відповідно до розпорядження Кабінету Міністрів України № 730-р від «Про визначення адміністративних центрів та затвердження територій територіальних громад Чернігівської області», село увійшло до складу Новобілоуської сільської громади.
19 липня 2020 року, в результаті адміністративно-територіальної реформи та ліквідації колишнього Чернігівського району, село увійшло до складу новоутвореного Чернігівського району.

## Галерея

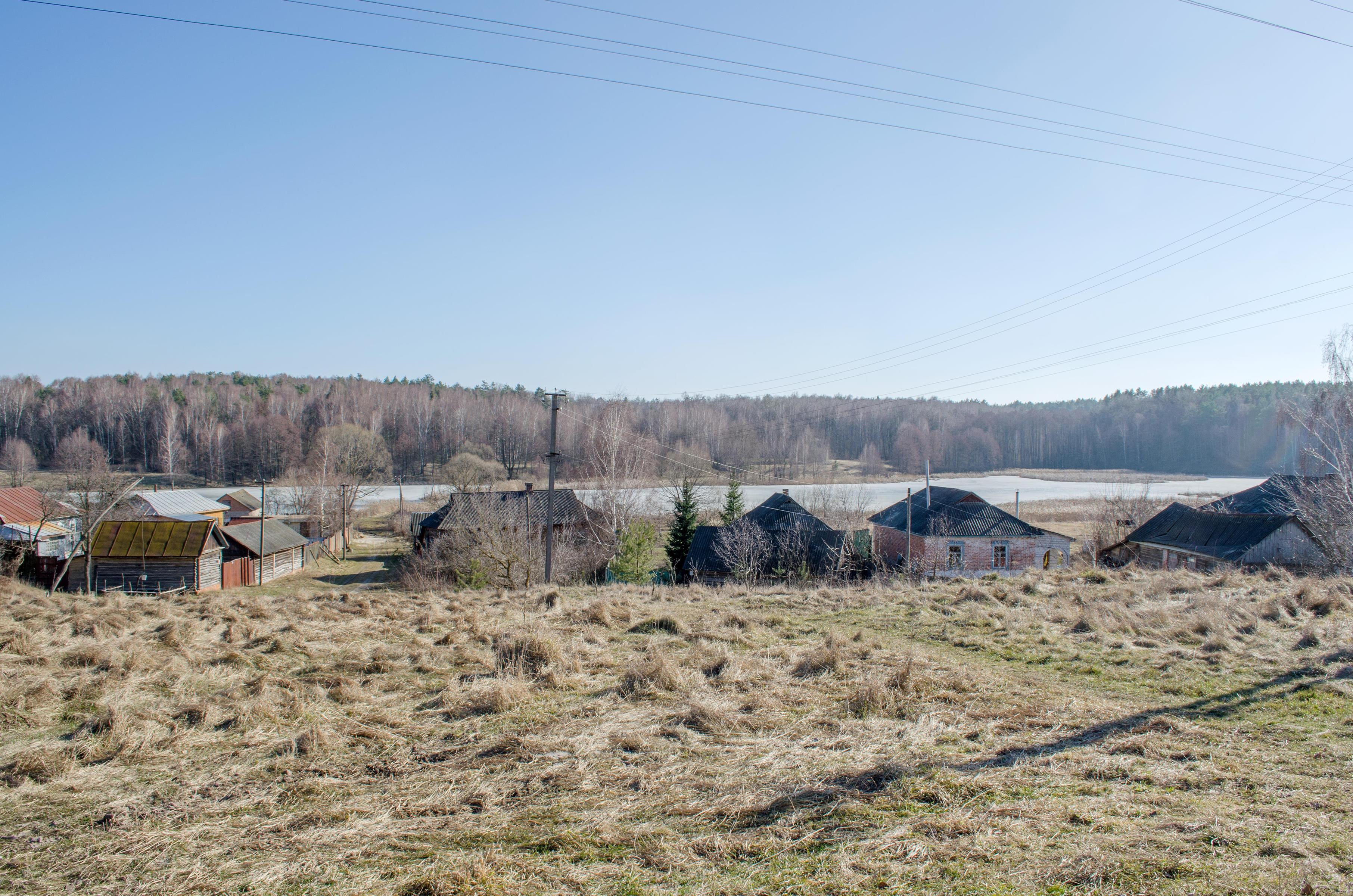
річка Свишень на задньому плані
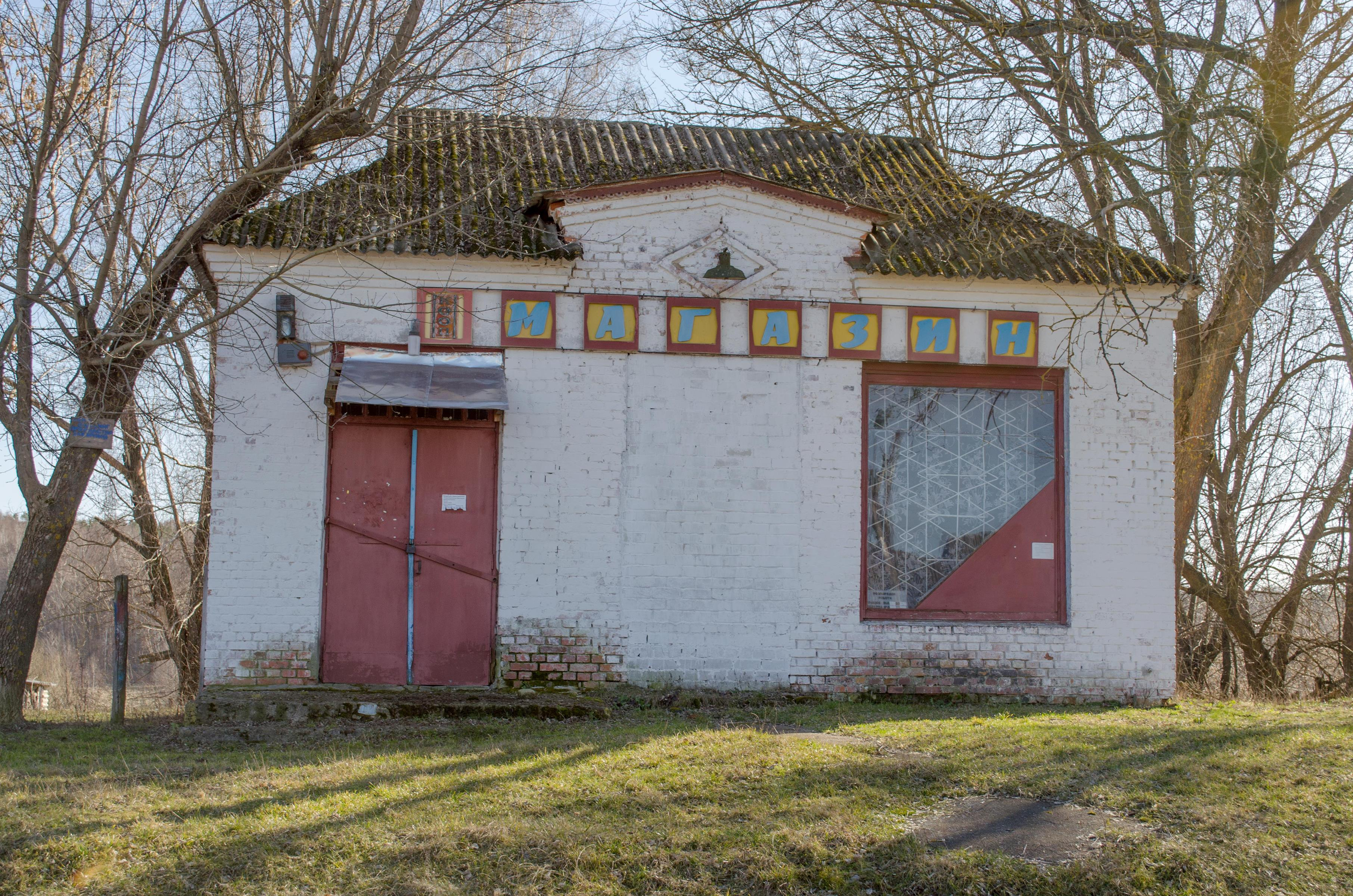
магазин
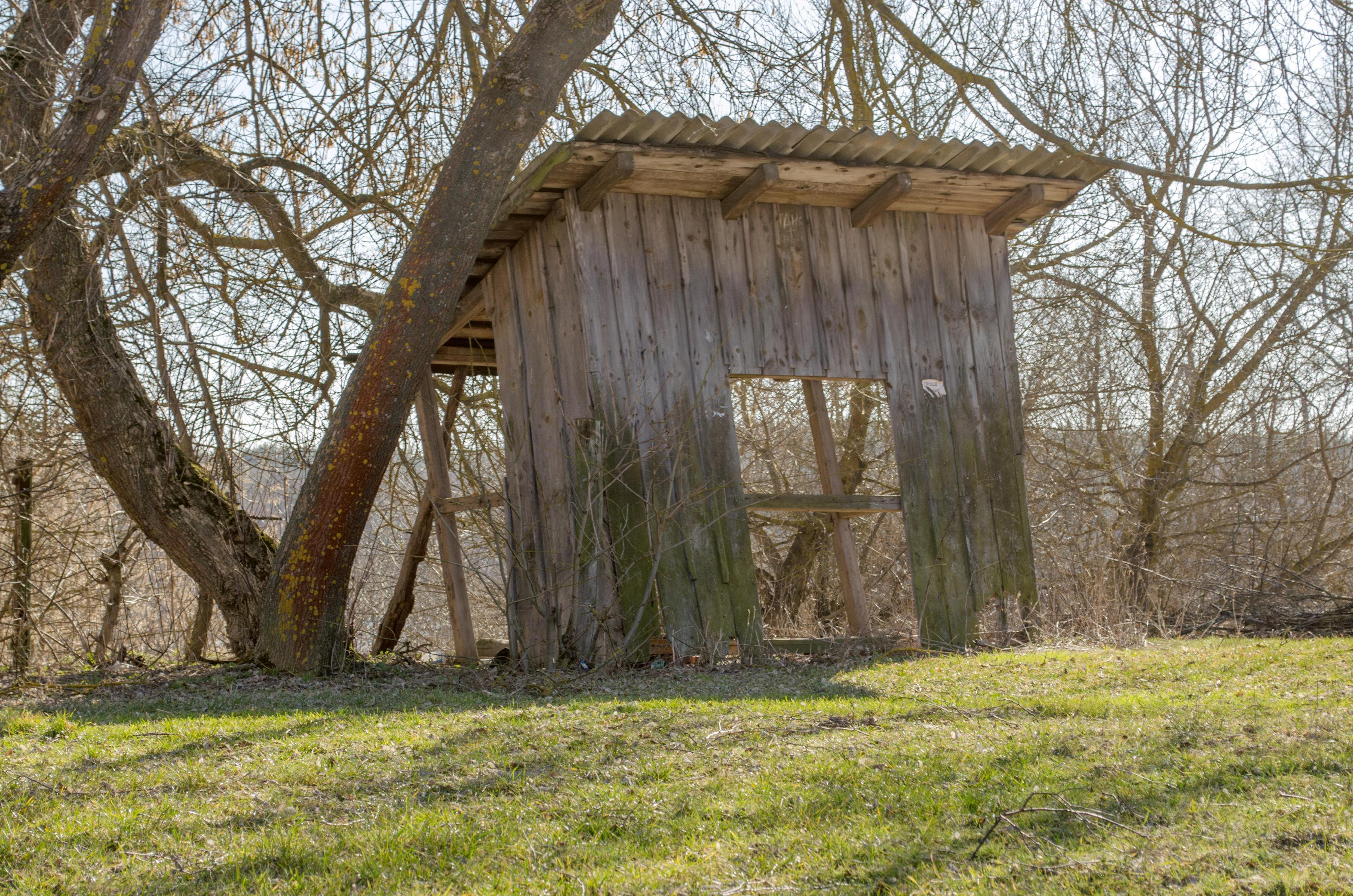
зупинка
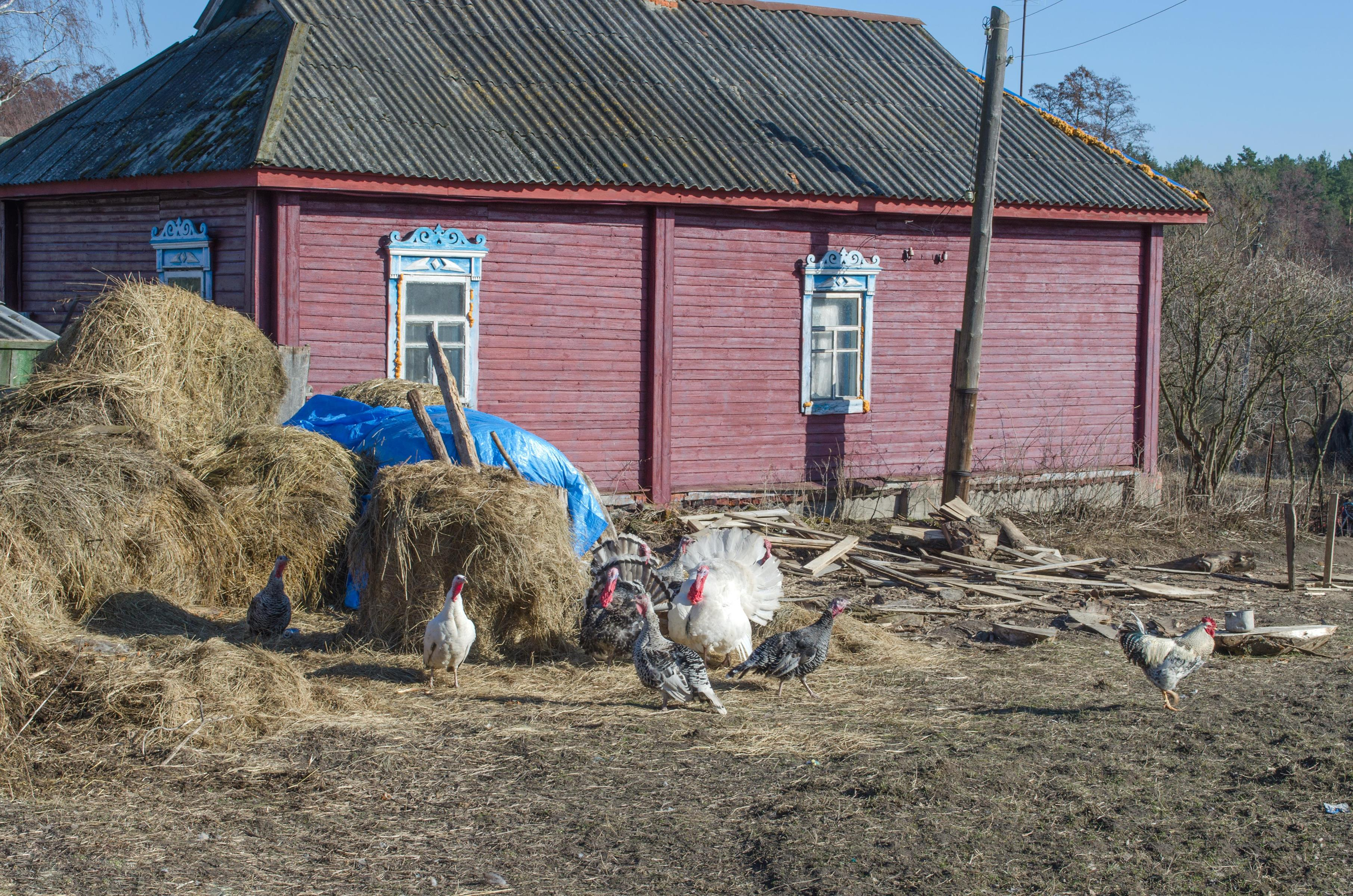
типова дерев'яна хата
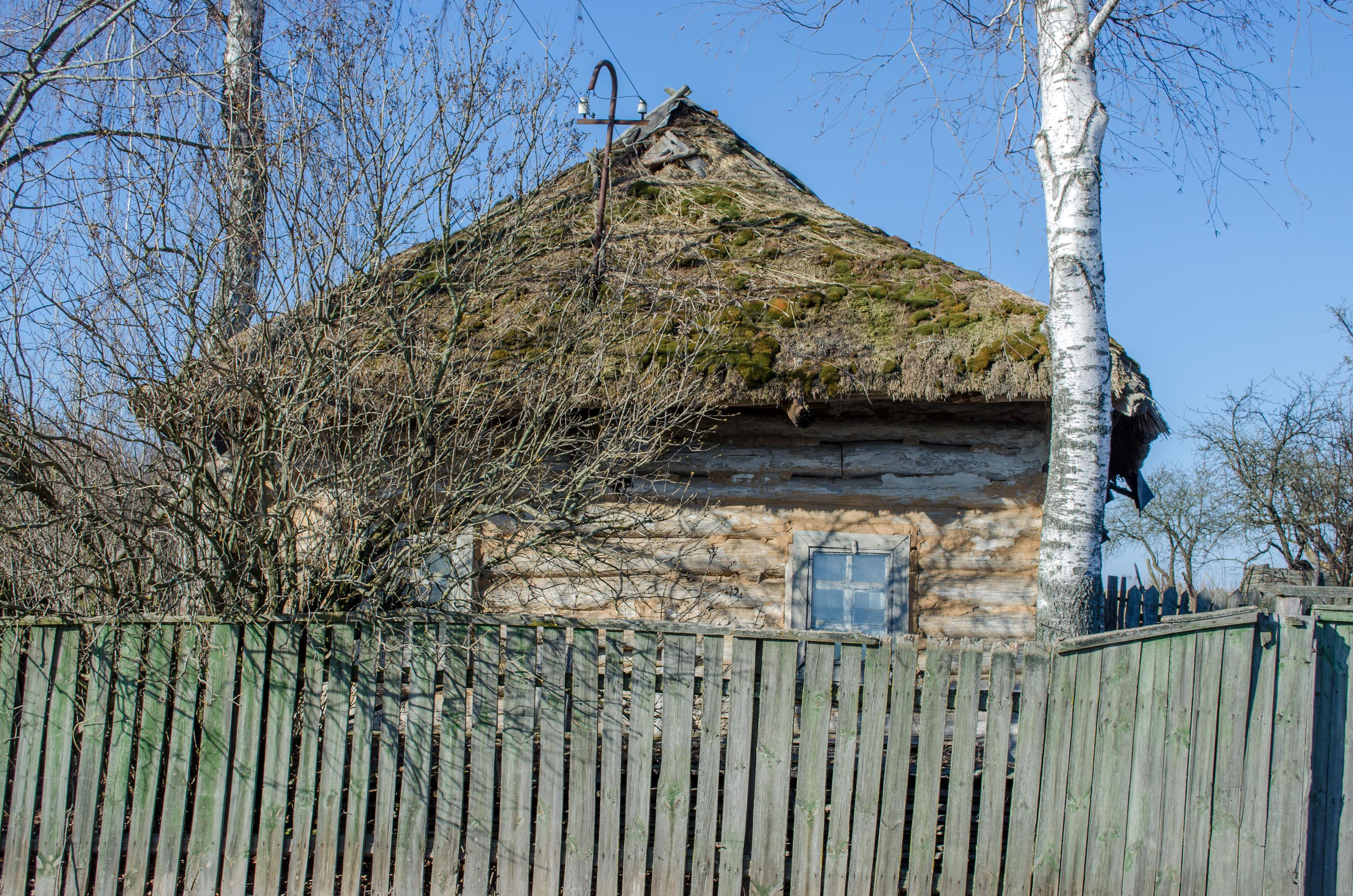